# مارشال كوكي
مارشال كوكي (بالإنجليزية: Marshall Cooke)‏ هو محام بالقضاء العالي وسياسي أسترالي، ولد في 4 مارس 1938 في أستراليا. حزبياً، نشط في الحزب الليبرالي الأسترالي. وقد انتخب عضو مجلس النواب الأسترالي عن دائرة Division of Petrie ‏ (2 ديسمبر 1972 – 11 أبريل 1974).